# Zelotes teidei
Zelotes teidei är en spindelart som beskrevs av Schmidt 1968. Zelotes teidei ingår i släktet Zelotes och familjen plattbuksspindlar.
Artens utbredningsområde är Kanarieöarna. Inga underarter finns listade i Catalogue of Life.